# Lov za zelenim diamantom
Lov za zelenim diamantom (angleško Romancing the Stone) je ameriški romantično-komični pustolovski film iz leta 1984, ki ga je režiral Robert Zemeckis po scenariju Diane Thomas. V glavnih vlogah nastopajo Michael Douglas, Kathleen Turner in Danny DeVito. Romanopiska Joan Wilder (Turner) odpotuje v Kolumbijo, da bi plačala odkupnino za ugrabljeno sestro, in se tam zaplete v lov za zakladom z Jackom T. Coltonom (Douglas).
Film je bil premierno prikazan 30. marca 1984 in se izkazal za finančno zelo uspešnega z več kot 115 milijona USD prihodkov ob 10-milijonskem proračunu in dobil tudi dobre ocene kritikov. Na 57. podelitvi je bil nominiran za oskarja za najboljšo montažo. Osvojil je dva zlata globusa, za najboljši glasbeni ali komični film in najboljšo igralko (Turner). Leta 1985 je Lewis Teague posnel nadaljevanje Nilski dragulj.

## Vloge
- Michael Douglas kot Jack T. Colton
- Kathleen Turner kot Joan Wilder
- Danny DeVito kot Ralph
- Zack Norman kot Ira
- Alfonso Arau kot Juan
- Manuel Ojeda kot polkovnik Zolo
- Holland Taylor kot Gloria
- Mary Ellen Trainor kot Elaine Wilder
- Eve Smith kot ga. Irwin
- Joe Nesnow kot Super
- José Chávez kot Santos
- Evita Muñoz kot ženska
- Camillo García kot voznik avtobusa
- Rodrigo Puebla kot negativec
- Paco Morayta kot hotelski uslužbenec
- Kymberly Herrin kot Angelina
- Bill Burton kot Jesse Gerrard
- Ted White kot Grogan